# Academia de Letras da Bahia
Simbolo da instituição.
A Academia de Letras da Bahia é a entidade literária máxima do estado brasileiro da Bahia. Foi fundada em 7 de março de 1917, é uma das instituições sediadas no Palacete Góes Calmon, na cidade de Salvador.

## Antecedentes e fundação

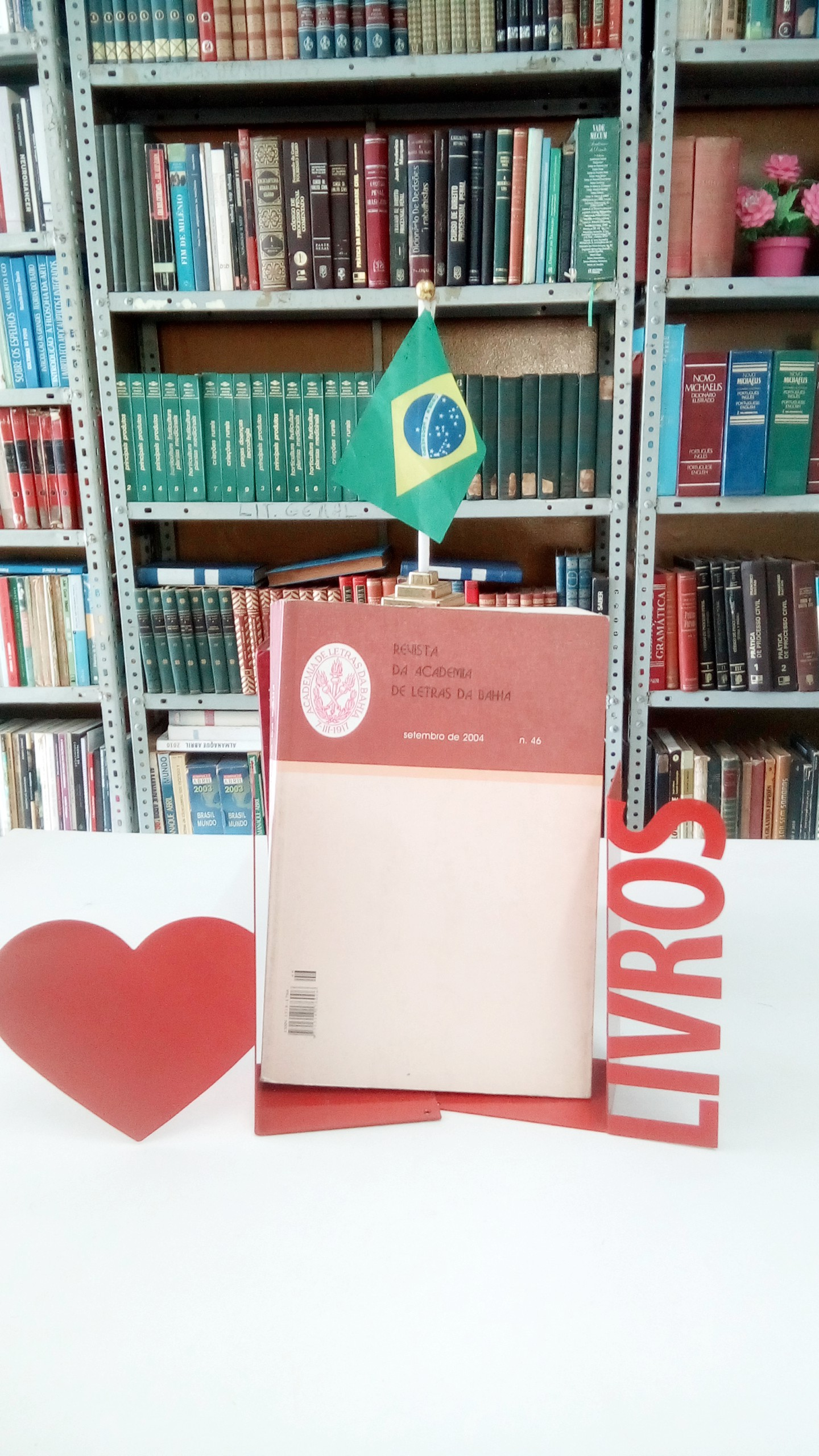
Um exemplar da Revista da Academia de Letras da Bahia na Biblioteca Municipal de Campo Maior.

Já por influência da Academia francesa, fundam-se na Bahia — então parte da Colônia Brasileira — a Academia dos Esquecidos (em 1724) e, posteriormente, a Academia dos Renascidos (1759), duas das primeiras tentativas de dotar o Brasil de uma entidade cultural capaz de congregar os interesses literários ainda incipientes. Em 1845 o futuro Barão de Macaúbas funda, com outros, o Instituto Literário da Bahia, uma espécie de prelúdio de Academia de Letras, onde são realizados saraus, discutidas ideias e onde se reuniam os mais expressivos nomes da literatura baiana da época. Em 1911, sob auspícios de Almachio Diniz, que no ano anterior fracassara na tentativa de ingressar na Academia Brasileira de Letras, é fundada a Academia Baiana de Letras, da qual foi ele o seu "presidente honorário". A entidade não prospera, e o próprio Almachio, mais tarde, torna-se membro-fundador da nova e definitiva entidade.
Procurando imprimir um marco na sua administração, concretiza o então governador Antônio Moniz, sob ideia de seu secretário de estado Arlindo Fragoso, a criação do silogeu baiano, cuja instalação tem lugar em 10 de março de 1917, três dias após sua fundação. Foram seus sócio-fundadores Rui Barbosa, Severino Vieira, Dr. Egas Moniz Barreto de Aragão, Prof. Antônio Alexandre Borges dos Reis, Filinto Bastos entre outros.

## Patronos e fundadores
A ALB teve em sua primeira diretoria os seguintes membros: Ernesto Carneiro Ribeiro (presidente); Gonçalo Muniz (primeiro vice-presidente); Pacífico Pereira (segundo vice-presidente); Arlindo Fragoso (primeiro secretário); Xavier Marques (segundo secretário); Torquato Bahia (tesoureiro).
Suas quarenta e uma cadeiras foram assim instituídas:
| Cadeira | Patrono                              | Fundador                                 | Sucessores |
| ------- | ------------------------------------ | ---------------------------------------- | --- |
| 1       | Frei Vicente do Salvador             | José de Oliveira Campos                  | Afrânio Peixoto José Wanderley de Araújo Pinho Luís Henrique Dias Tavares Emiliano José                             |
| 2       | Gregório de Mattos e Guerra          | Aloysio de Carvalho (Lulu Parola)        | Luiz Viana Filho Paulo Ormindo de Azevedo                                                                           |
| 3       | Manuel Botelho de Oliveira           | Artur de Sales                           | Eloywaldo Chagas de Oliveira Anna Amélia Vieira Nascimento Guilherme Radel Edvaldo Brito                            |
| 4       | Sebastião da Rocha Pita              | Brás Hermenegildo do Amaral              | Dantas Júnior Jayme de Sá Menezes Geraldo Machado Nelson Cerqueira                                                  |
| 5       | Luís Antônio de Oliveira Mendes      | Carlos Chiacchio                         | Barros Barreto Carlos Benjamin de Viveiros José Silveira Guido Guerra Carlos Ribeiro                                |
| 6       | Alexandre Rodrigues Ferreira         | Manuel Augusto Pirajá da Silva           | Thales de Azevedo Lucas Moreira Neves Cleise Mendes                                                                 |
| 7       | Visconde de Cairu                    | Ernesto Carneiro Ribeiro                 | Francisco Borges de Barros Aloysio Lopes de Carvalho Filho Nelson de Souza Sampaio Pedro Moacir Maia Joaci Góes     |
| 8       | Cipriano José Barata de Almeida      | Luís Anselmo da Fonseca                  | Francisco Peixoto de Magalhães Neto Paulo Costa Lima                                                                |
| 9       | Antônio Ferreira França              | José Alfredo de Campos França            | Edgar Ribeiro Sanches Antônio Luís Machado Neto Cláudio Veiga João Ubaldo Ribeiro Antonio Torres                    |
| 10      | José Lino Coutinho                   | Antônio Muniz Sodré de Aragão            | Altamirando Requião Gaspar Sadoc Fredie Didier                                                                      |
| 11      | Visconde de Jequitinhonha            | Antônio Ferrão Muniz de Aragão           | Oldegar Vieira Yeda Pessoa de Castro                                                                                |
| 12      | Marquês de Abrantes                  | Miguel Calmon du Pin e Almeida           | Afonso Rui de Souza Aramis Ribeiro Costa                                                                            |
| 13      | Francisco Muniz Barreto              | Egas Muniz Barreto de Aragão             | Walter da Silveira Odorico Tavares Myriam Fraga Edilene Matos                                                       |
| 14      | Visconde de São Lourenço             | Bernardino José de Souza                 | Edgard Santos Vasconcelos Maia Gláucia Lemos                                                                        |
| 15      | Ângelo Muniz da Silva Ferraz         | Octaviano Moniz Barreto                  | Hélio Simões João Carlos Teixeira Gomes Lia Robatto                                                                 |
| 16      | José Tomás Nabuco de Araújo          | Eduardo Espínola                         | Orlando Gomes João Eurico Matta Mirella Márcia                                                                      |
| 17      | Antônio Ferrão Muniz                 | Gonçalo Moniz Sodré de Aragão            | Ruy Espinheira Filho                                                                                                |
| 18      | Zacarias de Góes e Vasconcelos       | José Joaquim Seabra                      | Avelar Brandão Vilela Waldir Freitas Oliveira Maria Bethânia                                                        |
| 19      | Barão de Cotegipe                    | Severino dos Santos Vieira               | Arlindo Fragoso Godofredo Filho Cid Teixeira Décio Torres Cruz                                                      |
| 20      | Augusto Teixeira de Freitas          | Carlos Gonçalves Ribeiro                 | Ivan Americano da Costa Cruz Rios Aleilton Fonseca                                                                  |
| 21      | Barão da Vila da Barra               | Filinto Justiniano Ferreira Bastos       | Estácio de Lima Jorge Amado Zélia Gattai Antônio Brasileiro                                                         |
| 22      | Visconde do Rio Branco               | Rui Barbosa                              | Cyro de Mattos |
| 23      | Antônio Januário de Faria            | João Américo Garcez Fróes                | Jorge Calmon Samuel Celestino                                                                                       |
| 24      | Demétrio Ciríaco Tourinho            | Luís Pinto de Carvalho                   | Francisco Senna |
| 25      | Pedro Eunápio da Silva Deiró         | Júlio Afrânio Peixoto                    | Raymundo Brito Luís Augusto Fraga Navarro de Brito Fernando da Rocha Peres                                          |
| 26      | Dom Antônio de Macedo Costa          | José Cupertino de Lacerda                | Roberto Santos Heloísa Prazeres                                                                                     |
| 27      | Francisco Rodrigues da Silva         | Frederico de Castro Rebelo               | James Amado Ordep Serra                                                                                             |
| 28      | Luís José Junqueira Freire           | Francisco Torquato Bahia da Silva Araújo | Homero Pires José Calasans Consuelo Pondé de Sena Suzana Alice Marcelino da Silva Cardoso Marcus Vinícius Rodrigues |
| 29      | Agrário de Souza Menezes             | Antônio Alexandre Borges dos Reis        | Hélio Pólvora Gerana Damulakis                                                                                      |
| 30      | Joaquim Monteiro Caminhoá            | Antônio do Prado Valladares              | Roberto Correia Nestor Duarte Josaphat Marinho Paulo Furtado                                                        |
| 31      | Belarmino Barreto                    | Ernesto Simões Filho                     | Carvalho Filho Florisvaldo Mattos                                                                                   |
| 32      | André Pinto Rebouças                 | Teodoro Fernandes Sampaio                | Isaías Alves Zitelmann de Oliva Gerson Pereira dos Santos João Carlos Salles                                        |
| 33      | Antônio de Castro Alves              | Francisco Xavier Ferreira Marques        | Heitor Praguer Fróes Waldemar Mattos Ubiratan Castro Mãe Stella de Oxóssi Muniz Sodré                               |
| 34      | Domingos Guedes Cabral               | Virgílio de Lemos                        | Adalício Nogueira Evelina Hoisel                                                                                    |
| 35      | Manuel Vitorino Pereira              | Antônio Pacífico Pereira                 | Rubem Nogueira João Falcão Luís Antonio Cajazeira Ramos                                                             |
| 36      | Joaquim Jerônimo Fernandes da Cunha  | Afonso de Castro Rebelo                  | Hildegardes Vianna José Carlos Capinan                                                                              |
| 37      | João Batista de Castro Rebelo Júnior | Almachio Diniz Gonçalves                 | Edith Mendes da Gama e Abreu Antonio Carlos Magalhães Dom Emanuel d'Able do Amaral                                  |
| 38      | Alfredo Thomé de Britto              | Oscar Freire de Carvalho                 | Wilson Lins Armando Avena                                                                                           |
| 39      | Francisco de Castro                  | Clementino da Rocha Fraga                | Edivaldo Boaventura Juarez Paraíso                                                                                  |
| 40      | Francisco Mangabeira                 | Otávio Mangabeira                        | Pinto de Aguiar Consuelo Novais Sampaio Urania Tourinho Peres                                                       |
| 41      | Manuel Alves Branco                  | Arlindo Coelho Fragoso                   | - |

Além dos já citados , figuram entre os membros da ALB, entre outros: Estácio de Lima, Jaime de Sá Menezes, José Tomás Nabuco de Araújo Filho, Orlando Gomes, Ivan Americano da Costa, Jorge Calmon,  Valdemar de Oliveira, Antônio Alexandre Borges dos Reis, Yeda Pessoa de Castro, Roberto Figueira Santos, Edgard Santos, Antônio Luís Machado Neto, Waldemar Lopes, Samuel Celestino.